# 王柏勤
王柏勤（Martin Wong，遊戲名稱Tabe，1991年1月18日—）出生於香港，是中國電腦遊戲職業玩家，游戏《英雄联盟》前电子竞技职业选手，曾任香港創業板上市公司家夢控股（8101.HK）執行董事。現為AL主教练。

## 人生经历
2012年8月，王柏勤成为OMG战队成员，但其后离开OMG（OMG官方称因其好友卢本伟离开战队而他也离开），到皇族英雄联盟分部中担任辅助，在队伍获得英雄联盟2013赛季全球总决赛亚军后退役。
2013年11月，王柏勤在接受电话采访时，直言不讳的指责中国电竞联盟的规章制度不合理，随后中国电竞联盟一度将其全面封杀，禁止其担任联盟内俱乐部的职业选手、教练、领队、负责人等。
2015年，王柏勤成为英雄联盟2015赛季全球总决赛官方直播解说分析师，并把IG战队教练和他分享的战术在直播中公布，直到其他解说对其进行阻止。拳頭公司取消其S5全球总决赛解说资格。随后王柏勤发表道歉。
2015年10月在斗鱼TV进行直播。
2018年，擔任HKA教練，其中於2018年2月11日對陣MAD比賽中化身納兒，對HKA五名選手使出狂嘯猛擊事件最廣為人知，後帶領HKA晉級世界賽，最終止步16強。
2019年，擔任RNG分析師，2020年12月转为主教练。
2023年，擔任BLG主教練。
2024年3月，担任AL主教练。